# Lightiella floridana
Lightiella floridana is een strijkboutkreeftjessoort uit de familie van de Hutchinsoniellidae. De wetenschappelijke naam van de soort is voor het eerst geldig gepubliceerd in 1976 door McLaughlin.